# La Jara (comarca)
La Jara è una comarca della Spagna, situata nella comunità autonoma di Castiglia-La Mancia, ed in particolare nelle provincie di Toledo e di Ciudad Real.